# Дорріго (національний парк)
Національний парк Дорріго — національний парк у Новому Південному Уельсі, Австралія, за 580 кілометрів (360 миля) на північ від Сіднея на Доум-роуд від Водоспадного шляху, 5 кілометрів (3,1 миля) на схід від міста Дорріго.

## Історія
Парк є частиною Групи Нової Англії об'єкту Світової спадщини Гондванські тропічні ліси Австралії, включеного в 1986 році та доданого до списку національної спадщини Австралії у 2007 році. Територія, що охороняється парком, відома своєю винятковою природною красою зі значними середовищами існування, які мають виняткову цінність для науки та збереження.

## Географія
Парк розташований на плато, тому тут велика кількість водоспадів. Частини парку більш гористі на півночі, а південь лише трохи горбистий.

## Біологія
Як тропічний ліс, Національний парк Дорріго відрізняється високим біорізноманіттям. Тут мешкає близько 30 ссавців, 128 птахів і 44 рептилій та амфібій.
Тут можна знайти таких сумчастих, як червоношийний падеделон.
Особливої уваги заслуговує пташиний світ: тропічні ліси є домівкою для таких видів, як фруктовий голуб вомпу, регентський птах та чудовий лірохвіст.

## Основні моменти
Центр тропічних лісів є головним осередком інтерпретації CERRA. Інтерактивна виставка Розкритий тропічний ліс пояснює, як він еволюціонував, і дає уявлення про види тварин і рослин, які там мешкають.
Кілька стежок у парку дозволяють туристам побачити водоспади парку та краєвиди на прибережну рівнину. Примітною особливістю парку є Скайволк, піднесена стежка через верхівки дерев і над верхівками дерев, що забезпечує любителям спостереження за птахами чудовий вид на місцеве життя птахів.

## Галерея

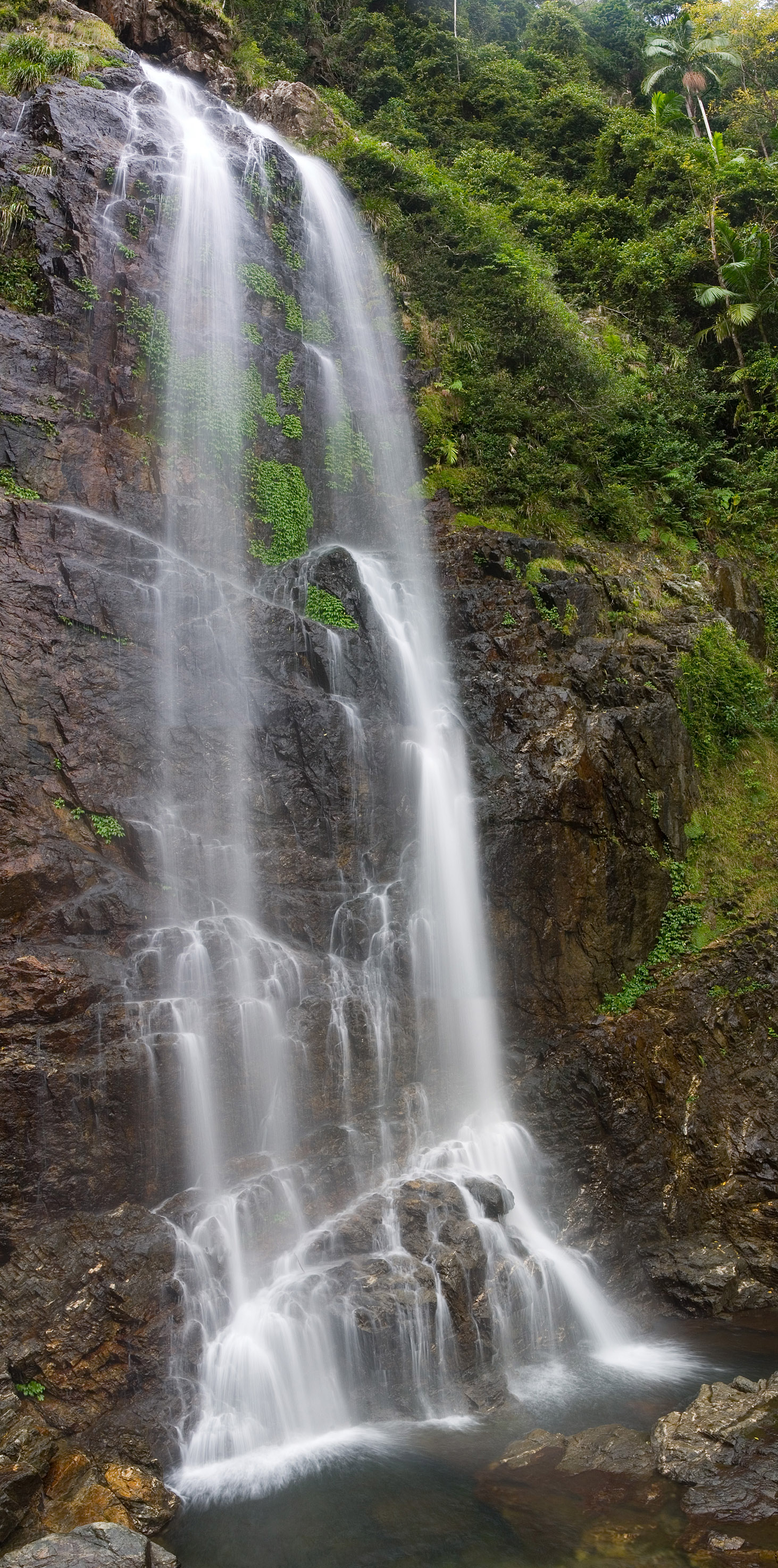
Водоспад Ред Седар на стежці Розевуд-Крік
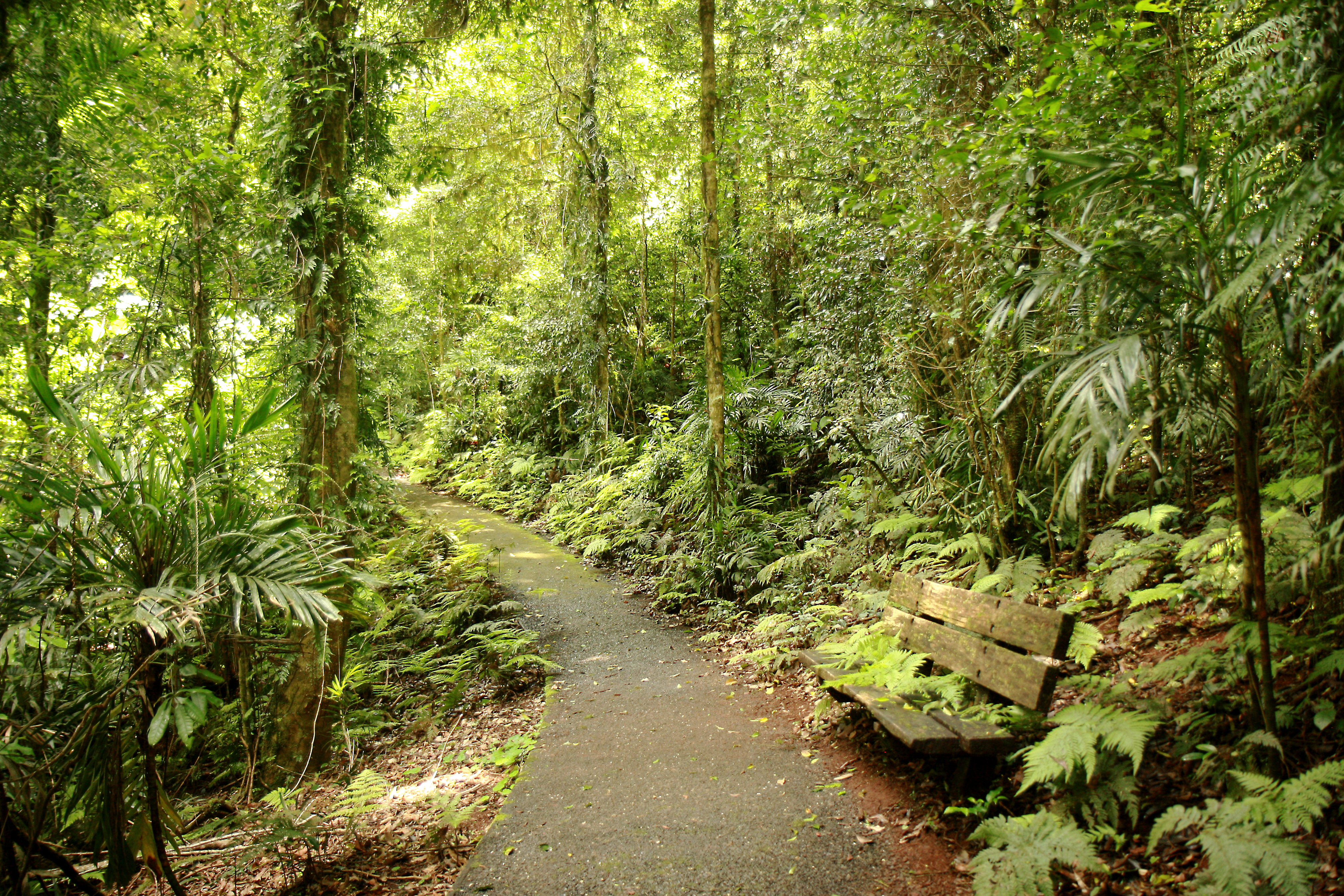
Тропічний ліс Вонга-Вок
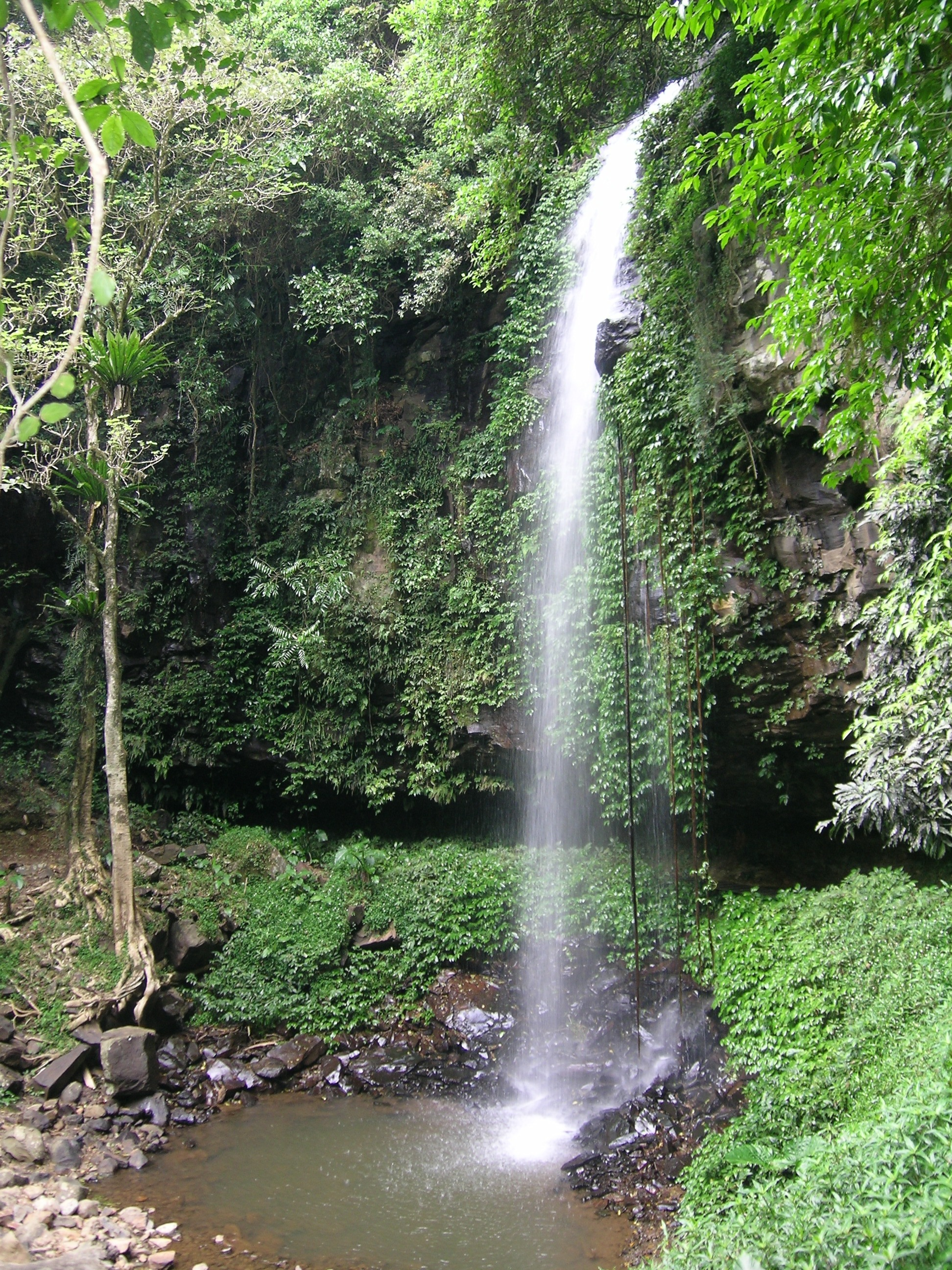
Кришталевий водоспад на Вонга-Вок
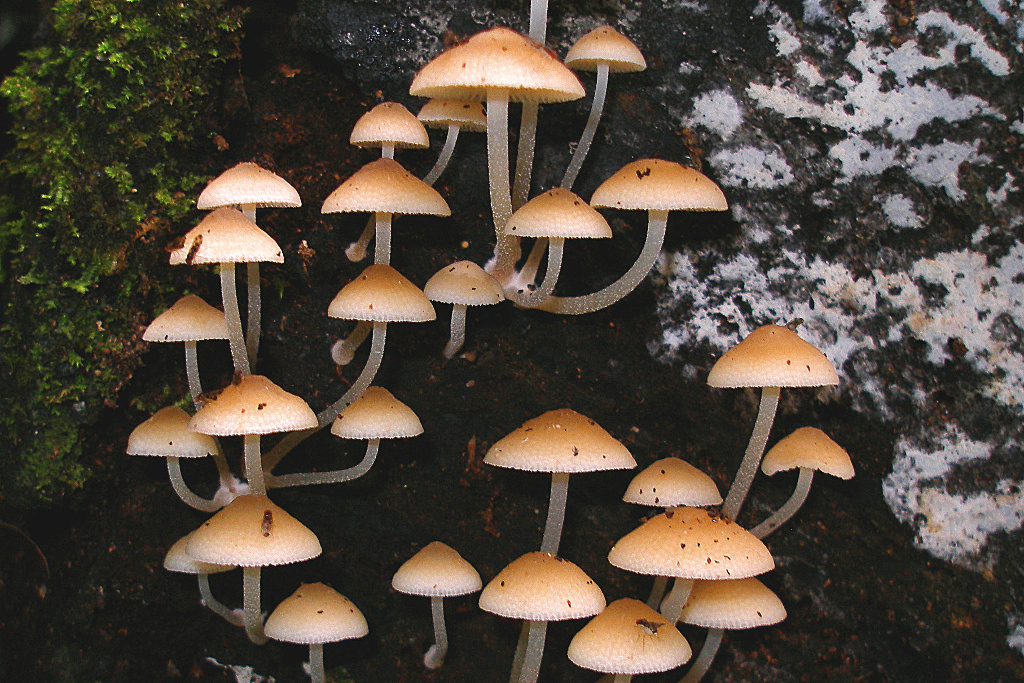
Гриби на Вонга-Вок
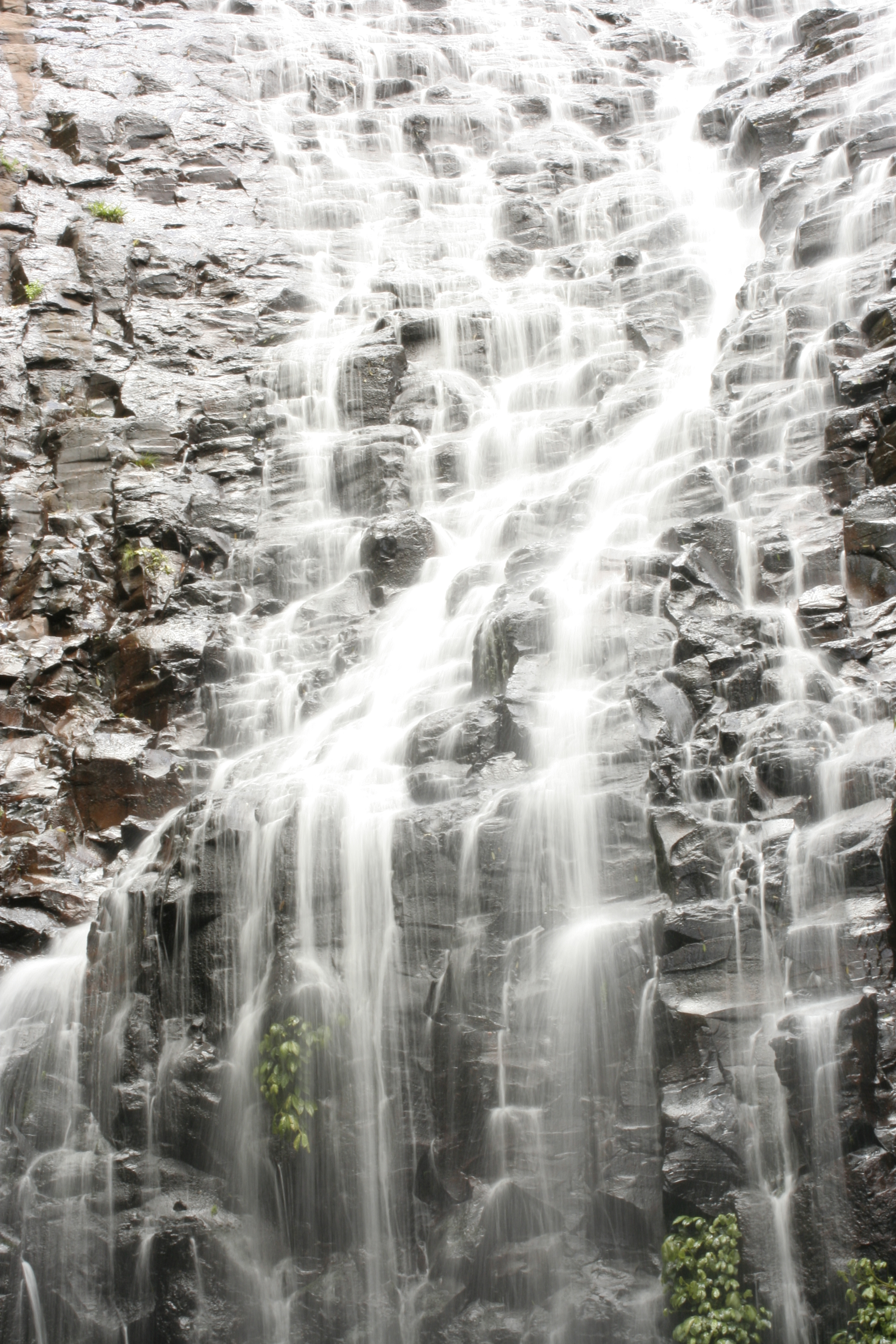
Водоспад Трістанія на алеї Вонга
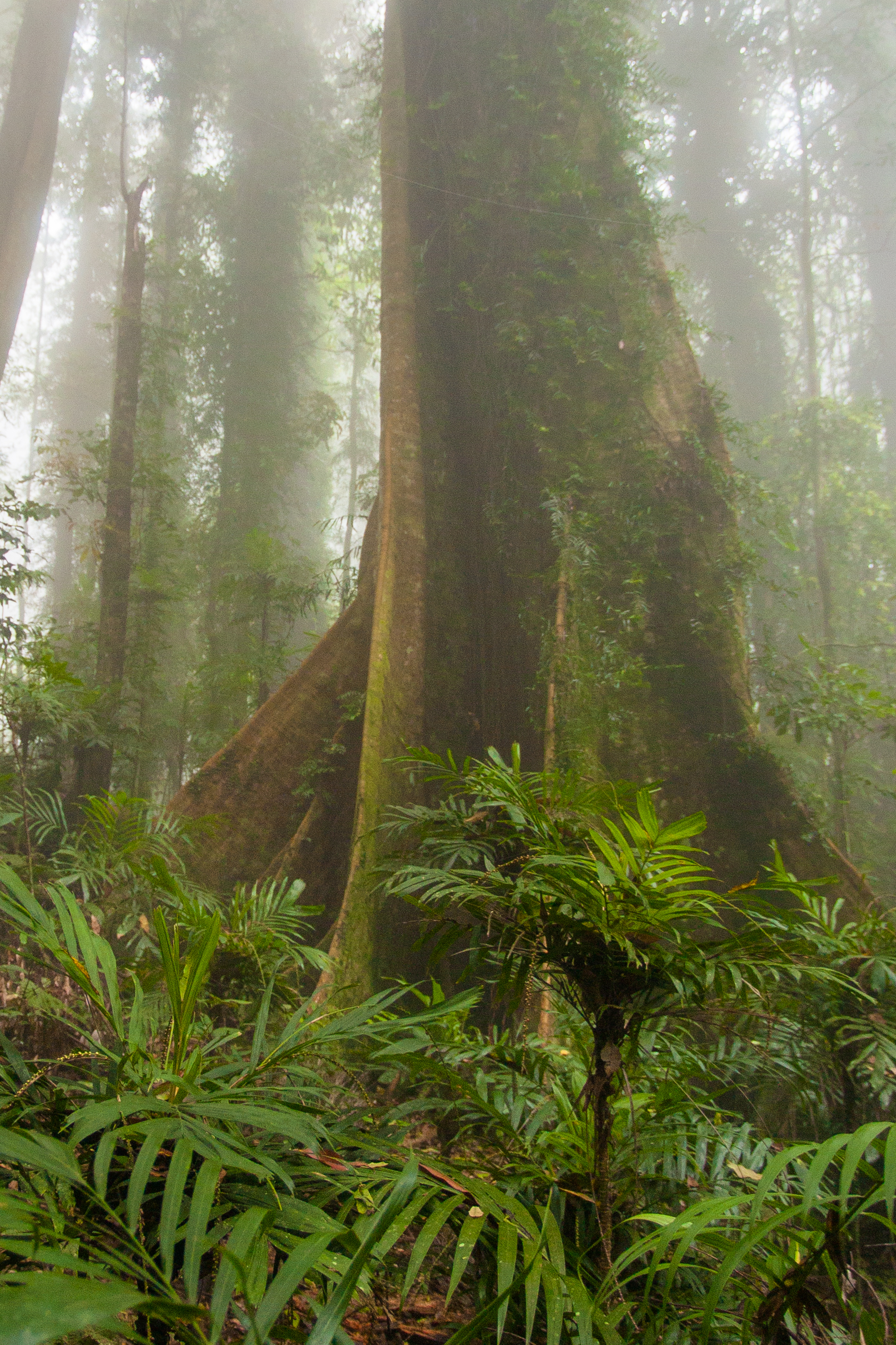
Тропічний ліс